# Río Artibonito
El Artibonito (en francés: Artibonite, en créole: Latibonit) es el río más largo de La Española y el segundo más largo de la América insular, solo superado por el río Cauto, en Cuba. Se trata de un río binacional, compartido entre Haití y la República Dominicana, cuyo cauce recorre aproximadamente 321 kilómetros.

## Características
El curso de agua nace en la Cordillera Central de La Española, concretamente en la República Dominicana, fluyendo a lo largo de la frontera con Haití y después hacia el noroeste de un lado al otro de la llanura Artibonita para desembocar en el golfo de la Guanaba. Recorre un trayecto de cerca de 321 km, en buena medida en el departamento haitiano de Artibonito. Es el mayor río de la isla.